# 健康学科
健康学科（けんこうがっか）は、日本の教育機関・専修学校や大学に設置されている学科。おもにスポーツ健康学科という名称でスポーツ科学、また体育科教育学に関連した大学学部などに設置されるが、健康を冠した学科は人間科学や健康科学・保健学/健康福祉学、食品科学や生活科学に属する栄養学（栄養健康学科等）や保育学（こども健康学科等）に関連する学科にも称されている。

## 健康学科設置教育機関
- 日本体育大学体育学部

## 健康関連学科等設置教育機関
スポーツ健康科学・健康教育学関連
- 日本体育大学医療専門学校　整復健康学科と口腔健康学科
- 岐阜保健大学医療専門学校 スポーツ健康学科
- 専門学校中央医療健康大学校 柔整健康学科
- ルネス紅葉スポーツ柔整専門学校　スポーツ健康科
- 九州総合スポーツカレッジ　スポーツ健康学科
- 学校法人吉田学園 (北海道)北海道スポーツ専門学校　スポーツ健康学科
- 日本工学院八王子専門学校 スポーツ健康学科
- 龍馬看護ふくし専門学校　スポーツ健康学科
- 順天堂大学スポーツ健康科学部　スポーツ健康科学科
- 流通経済大学スポーツ健康科学部　スポーツ健康科学科
- 中部学院大学スポーツ健康科学部　スポーツ健康科学科
- 中京大学スポーツ健康科学部　スポーツ健康科学科
- 常葉大学健康プロデュース学部 スポーツ健康科学科
- 日本女子体育大学体育学部　健康スポーツ学科
- 松本大学人間健康学部　スポーツ健康学科
- 大阪産業大学スポーツ健康学部　スポーツ健康学科
- 大阪大谷大学人間社会学部　スポーツ健康学科
- 太成学院大学人間学部 スポーツ健康学科
- 名古屋学院大学スポーツ健康学部　スポーツ健康学科
- 名桜大学人間健康学部　スポーツ健康学科
- 東亜大学人間科学部　スポーツ健康学科
- 松本大学人間健康学部　スポーツ健康学科
- 平成国際大学スポーツ健康学部 スポーツ健康学科
- 法政大学スポーツ健康学部 スポーツ健康学科
- 東海大学健康学部　健康マネジメント学科
- 川崎医療福祉大学医療技術学部 健康体育学科
- 広島大学教育学部　健康スポーツ系コース
- 桃山学院教育大学人間教育学部　人間教育学科　健康・スポーツ教育コース
- 仙台大学体育学部  健康福祉学科
- 大阪体育大学スポーツ科学部　スポーツ科学科　健康科学コース
- 天理大学体育学部　体育学科　健康スポーツコース
- 國學院大學人間開発学部　健康体育学科
- 至学館大学健康科学部 健康スポーツ科学科
- くらしき作陽大学健康スポーツ教育学部 健康スポーツ教育学科

健康情報学関連
- 大阪電気通信大学健康情報学部 健康情報学科 健康情報学
- 名桜大学人間健康学部 健康情報学科
- 埼玉県立大学 保健医療福祉学部 健康開発学科 健康情報学専攻

人間健康学・健康福祉学・栄養健康学・こども健康学関連その他
- 姫路ハーベスト医療福祉専門学校 医薬健康学科
- 東京大学医学部 健康総合科学科
- 京都大学医学部 人間健康科学科
- 奈良女子大学生活環境学部  心身健康学科
- 奈良女子大学生活環境学部 健康教育学科
- 広島大学歯学部　口腔健康科学科（口腔保健学科も参照）
- 県立広島大学人間文化学部 健康科学科
- 長崎県立大学看護栄養学部 栄養健康学科
- 大分大学福祉健康科学部　福祉健康科学科
- 熊本県立大学環境共生学部　食健康学科
- 東都大学幕張ヒューマンケア学部　健康科学科
- 人間総合科学大学人間科学部　心身健康科学科
- 大東文化大学スポーツ・健康科学部 健康科学科
- 北里大学医療衛生学部健康科学科
- 愛知学院大学健康科学部　健康科学科
- 愛知みずほ大学人間科学部 心身健康科学科
- 関西福祉科学大学健康福祉学部 健康科学科
- 藍野大学医療保健学部 健康科学科
- 環太平洋大学体育学部 健康科学科
- 倉敷芸術科学大学生命科学部　健康科学科
- 関西大学人間健康学部 人間健康学科
- 流通科学大学人間社会学部　人間健康学科
- 東海学園大学人間健康学部  人間健康学科
- 新潟医療福祉大学心理・福祉学部　心理健康学科
- 新潟医療福祉大学リハビリテーション学部　鍼灸健康学科
- 八戸学院大学人間健康学部　人間健康学科
- 愛知東邦大学人間健康学部　人間健康学科
- 京都光華女子大学人間健康学群　人間健康学科
- 大阪国際大学人間科学部　人間健康科学科
- 早稲田大学人間科学部　健康福祉科学科
- 東京農業大学応用生物科学部　食品安全健康学科
- 下関短期大学　栄養健康学科
- 茨城キリスト教大学生活科学部　食物健康科学科
- 長野県立大学健康発達学部　食健康学科
- 園田学園女子大学人間健康学部　総合健康学科
- 活水女子大学健康生活学部　食生活健康学科
- 浜松大学健康プロデュース学部　健康栄養学科
- 東亜大学医療学部　健康栄養学科
- 常葉大学健康プロデュース学部 健康栄養学科
- 東海学園大学健康栄養学部　健康栄養学科
- 新潟医療福祉大学健康科学部　健康栄養学科
- 高崎健康福祉大学健康福祉学部　健康栄養学科
- 京都光華女子大学健康科学部　健康栄養学科
- 福岡女子大学国際文理学部　食・健康学科
- 常葉大学健康プロデュース学部 保育健康学科
- 愛知江南短期大学　子ども健康学科
- 九州女子短期大学　子ども健康学科
- 常葉大学健康プロデュース学部 こども健康学科
- 浜松大学健康プロデュース学部 こども健康学科